# Вардуи Варданян
Вардуи Варданян (на арменски: Վարդուհի Վարդանյան) е арменска певица. Участва и печели множество международни фестивали и конкурси за песен.

## Биография
Вардуи Варданян е родена на 26 юни 1976 в Ереван. Тя е едно от три деца в семейството си. От най-ранно детство има страст към пеенето.
През 1983 година в училището ѝ се сформира музикална група и тя започва да учи пеене. По-късно групата е наименувана на Ашот Бзнуни.
През 1993 завършва музикално училище, където успешно развива свой собствен музикален стил. Продължава образованието си в университета, където учи английски език и политика. От 1995 година започва работа в Държавната музикална академия.
През 2003 година завършва Държавната консерватория в Ереван.
Умира на 15 октомври 2006 година в автомобилна катастрофа на магистралата Севан – Мартуни. Погребана е в гробището „Токмак“.

## Кариера
- 1994 – с група „Jazz-Pop“ участва на международното състезание в Свердловск и печели Голямата награда.
- 1995 – започва работа в Арменския държавен музикален театър.
- 1996 – participated to the contest of young singers „Yalta – Moscow“ transit, where she got a prize for the best performance.
- 1999 – she was awarded best singer of Armenia.
- 2000 – in the contest „Discovery“ held in Bulgaria got Grand Prix and an additional Audience Choice Award.
- 2000 – in Macedonia she again got Grand Prix.
- 2000 – participated in International Festival of Arts Slavianski Bazaar and got second prize.
- 2001 – participated in international festival „Море друзей 2001“ in Yalta and got second prize.

## Дискография
- Disarray, 2007
- Только ты, 2007
- Իմն ես, 2011
- 13 songs dedicated to Varduhi Vardanyan, 2008